# لیلیا ایگناتووا
لیلیا ایگناتووا (به انگلیسی: Lilia Ignatova) ژیمناست زادهٔ ۱۷ مهٔ ۱۹۶۵ میلادی اهل کشور بلغارستان است.